# Tekomárie
Tekomárie (Tecomaria) je rod rostlin z čeledi trubačovité (Bignoniaceae). Jsou to dřevnaté liány se zpeřenými pilovitými listy a nápadnými žlutými až červenými trubkovitými květy. Rod zahrnuje 2 druhy a je rozšířen v jižní polovině Afriky. Tekomárie kapská je pěstována v tropech a subtropech jako okrasná liána. Často se s ní lze setkat i ve Středomoří.

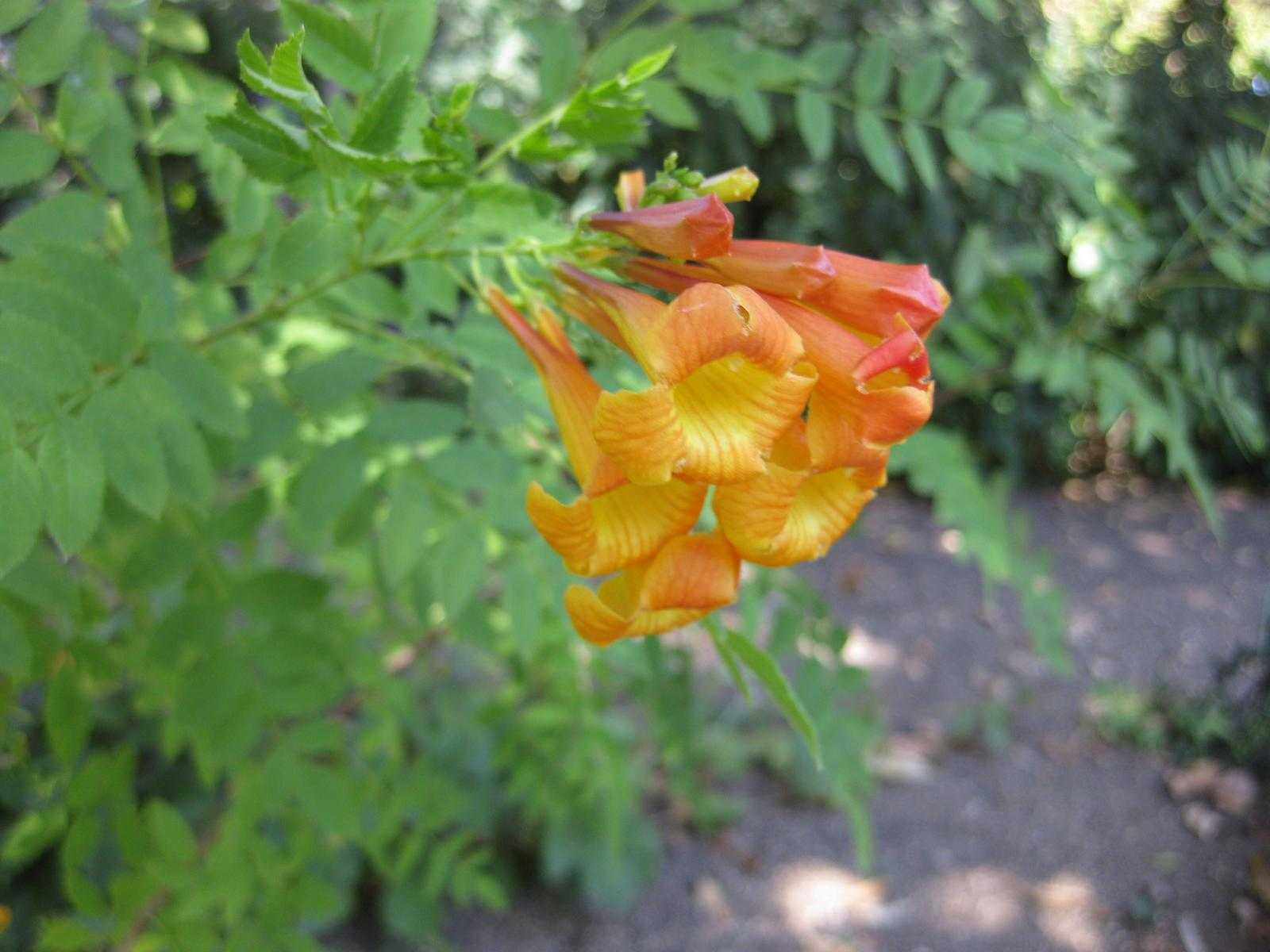
Tekomárie Tecomaria nyassae

## Popis
Tekomárie jsou dřevnaté liány s lichozpeřenými listy složenými z drobných pilovitých lístků. Květenství jsou vrcholové hrozny nebo thyrsoidy. Kalich je zvonkovitý, zakončený 5 zuby. Koruna je trubkovitá, zakončená 5 laloky. Korunní trubka je dlouhá a prohnutá. Tyčinky vyčnívají z květů. Semeník je podlouhlý. Tobolky jsou dlouhé a úzké, lehce smáčknuté, hladké. Pukají 2 podélnými, tence kožovitými chlopněmi. Semena jsou podlouhlá, se 2 širokými blanitými křídly.

## Rozšíření
Rod tekomárie zahrnuje 2 druhy. Je rozšířen v jižní polovině Afriky od Angoly a Malawi po jihoafrické Kapsko.

## Ekologické interakce
Květy tekomárií navštěvují ptáci (v Africe strdimilové) a různý hmyz.

## Taxonomie
Rod Tecomaria byl vřazován do rodu Tecoma (např.). V fylogenetické studii čeledi trubačovité z roku 2009 se však zjistilo, že je více příbuzný rodu Podranea a rod Tecoma v takovém pojetí není monofyletický.

## Zástupci
- tekomárie kapská (Tecomaria capensis, syn. Tecoma capensis)[8]

## Význam
Tekomárie kapská je pěstována v tropech a subtropech celého světa jako okrasná liána. Kvete téměř po celý rok. Je běžně pěstována i ve Středomoří.

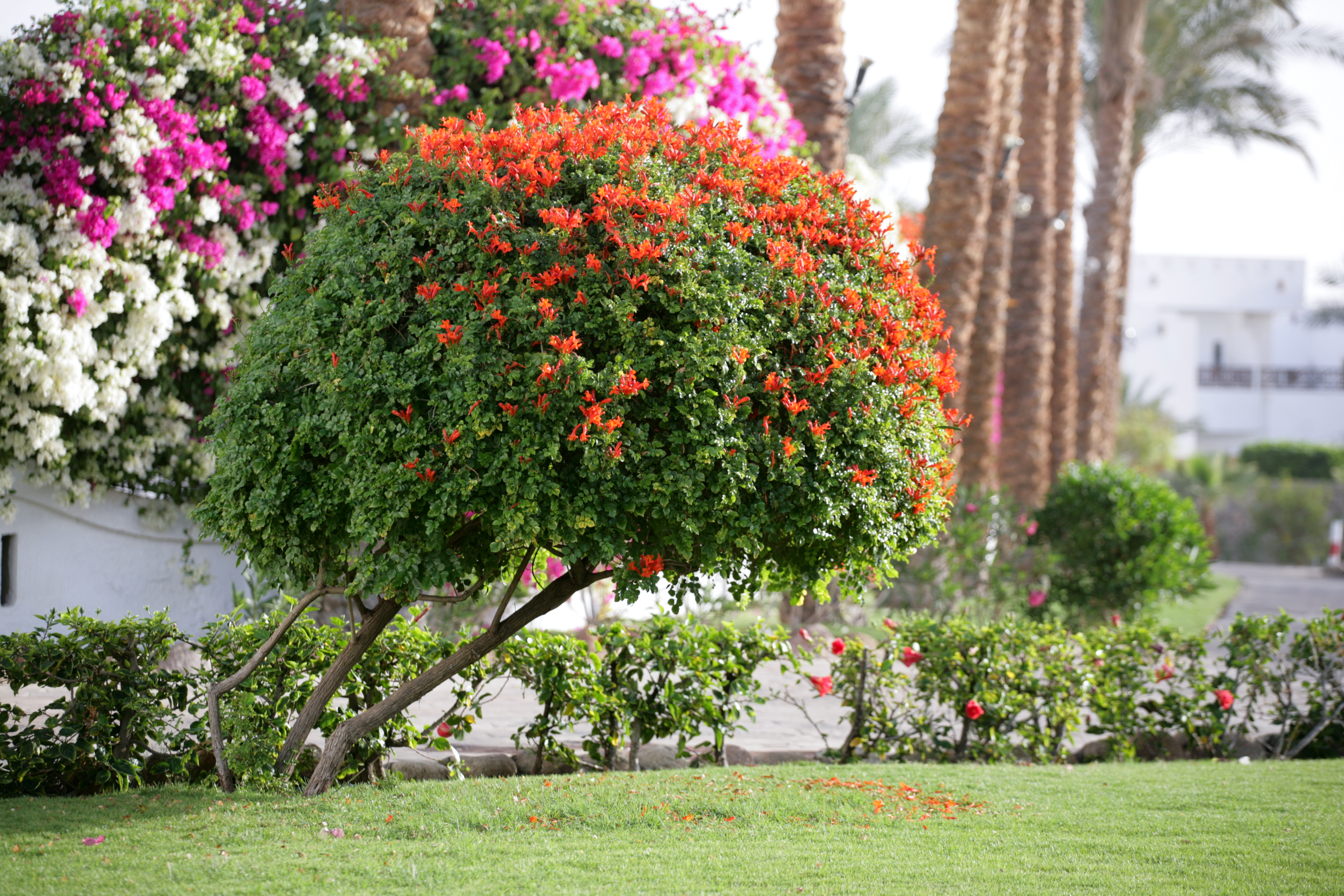
Tekomárie kapská jako okrasný keř
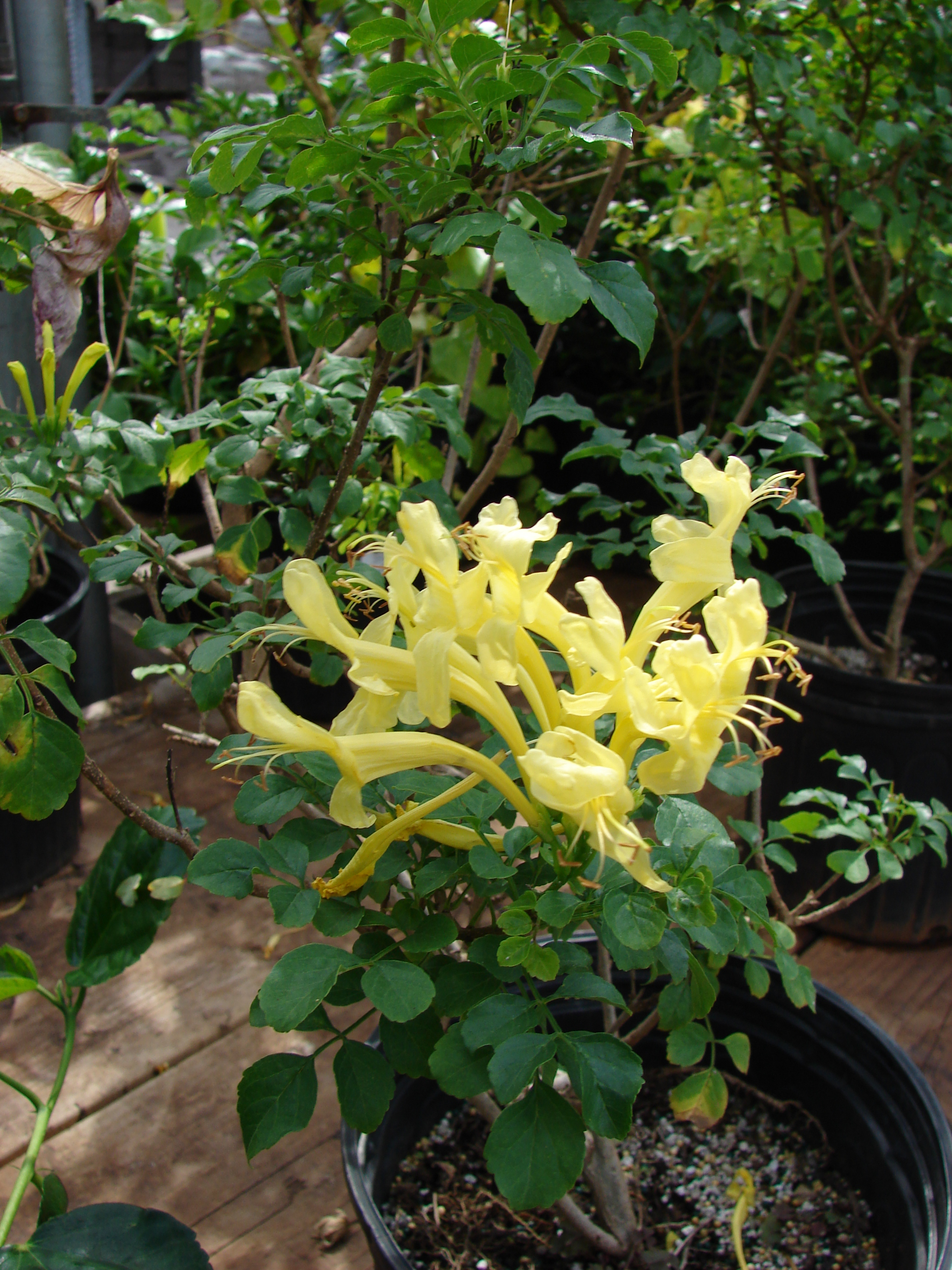
Žlutě kvetoucí tekomárie kapská
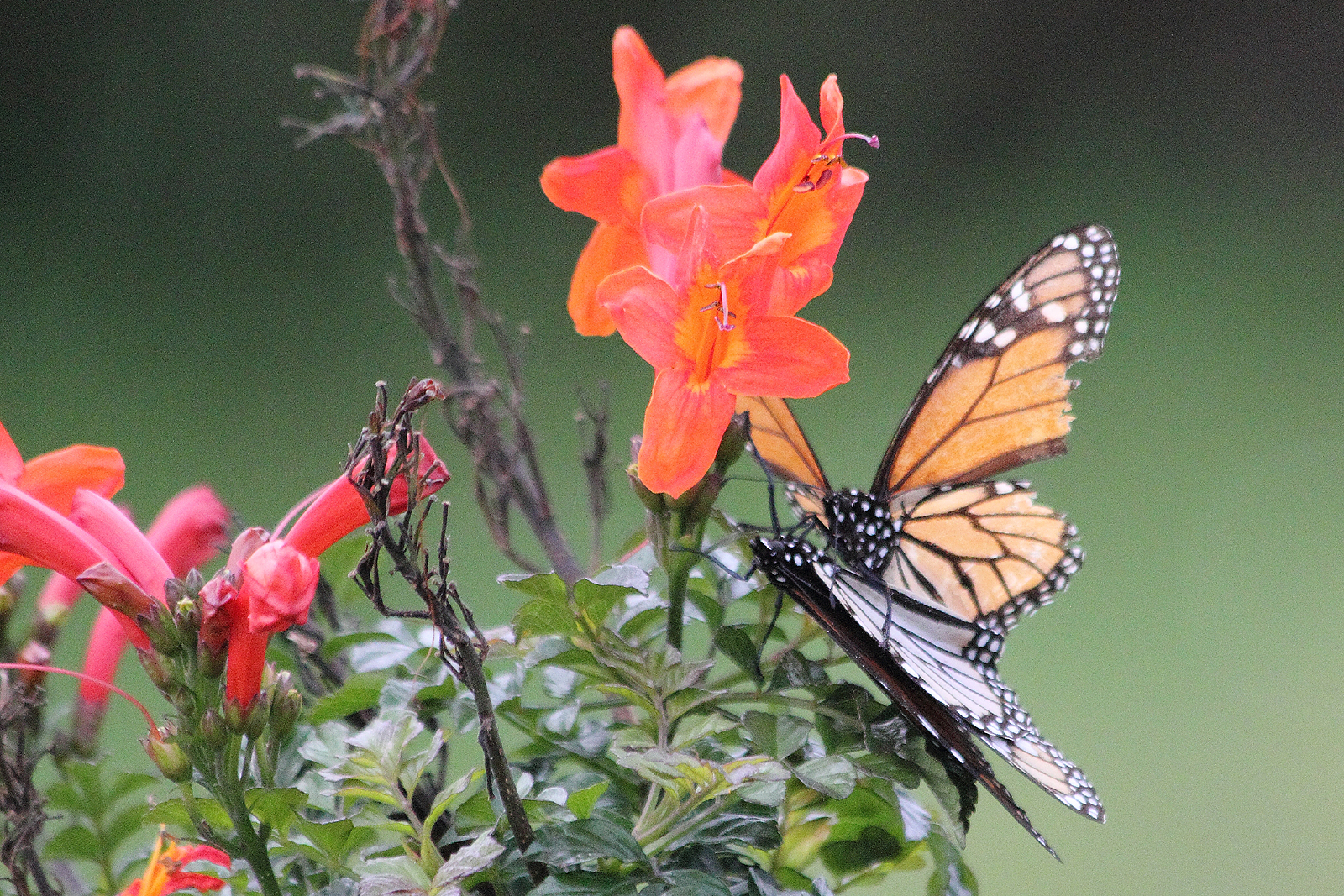
Motýli na květech tekomárie kapské